# Aspalathus barbigera
Aspalathus barbigera är en ärtväxtart som beskrevs av Rolf Martin Theodor Dahlgren. Aspalathus barbigera ingår i släktet Aspalathus och familjen ärtväxter. Inga underarter finns listade i Catalogue of Life.